# Second Division 1992-1993
La Football League Second Division 1992-1993 è stato il 66º campionato inglese di calcio di terza divisione, nonché il primo con la denominazione di Second Division. 

## Squadre partecipanti
| Squadra                | Città                           | Stadio           | Stagione precedente                      |
| ---------------------- | ------------------------------- | ---------------- | ---------------------------------------- |
| Blackpool              | Blackpool                       | Bloomfield Road  | 4º posto in Fourth Division, promosso    |
| Bolton Wanderers       | Bolton                          | Burnden Park     | 13º posto in Third Division              |
| Bournemouth            | Bournemouth                     | Dean Court       | 8º posto in Third Division               |
| Bradford City          | Bradford                        | Valley Parade    | 16º posto in Third Division              |
| Brighton & Hove Albion | Brighton                        | Goldstone Ground | 23º posto in Second Division, retrocesso |
| Burnley                | Burnley                         | Turf Moor        | 1º posto in Fourth Division, promosso    |
| Chester City           | Chester                         | Deva Stadium     | 18º posto in Third Division              |
| Exeter City            | Exeter                          | St James Park    | 20º posto in Third Division              |
| Fulham                 | Londra (Hammersmith and Fulham) | Craven Cottage   | 9º posto in Third Division               |
| Hartlepool United      | Hartlepool                      | Victoria Park    | 11º posto in Third Division              |
| Huddersfield Town      | Huddersfield                    | Leeds Road       | 3º posto in Third Division               |
| Hull City              | Kingston upon Hull              | Boothferry Park  | 14º posto in Third Division              |
| Leyton Orient          | Londra (Leyton)                 | Brisbane Road    | 10º posto in Third Division              |
| Mansfield Town         | Mansfield                       | Field Mill       | 3º posto in Fourth Division, promosso    |
| Plymouth Argyle        | Plymouth                        | Home Park        | 22º posto in Second Division, retrocesso |
| Port Vale              | Stoke on Trent (Burslem)        | Vale Park        | 24º posto in Second Division, retrocesso |
| Preston North End      | Preston                         | Deepdale         | 17º posto in Third Division              |
| Reading                | Reading                         | Elm Park         | 12º posto in Third Division              |
| Rotherham United       | Rotherham                       | Millmoor         | 2º posto in Fourth Division, promosso    |
| Stockport County       | Stockport                       | Edgeley Park     | 5º posto in Third Division               |
| Stoke City             | Stoke on Trent                  | Victoria Ground  | 4º posto in Third Division               |
| Swansea City           | Swansea                         | Vetch Field      | 19º posto in Third Division              |
| West Bromwich Albion   | West Bromwich                   | The Hawthorns    | 7º posto in Third Division               |
| Wigan Athletic         | Wigan                           | Springfield Park | 15º posto in Third Division              |

## Classifica finale
|  | Pos. | Squadra           | Pt | G  | V  | N  | P  | GF | GS  | DR  |
|  | ---- | ----------------- | -- | -- | -- | -- | -- | -- | --- | --- |
|  | 1    | Stoke City        | 93 | 46 | 27 | 12 | 7  | 73 | 34  | +39 |
|  | 2    | Bolton            | 90 | 46 | 27 | 9  | 10 | 80 | 41  | +39 |
|  | 3    | Port Vale         | 89 | 46 | 26 | 11 | 9  | 79 | 44  | +35 |
|  | 4    | West Bromwich     | 85 | 46 | 25 | 10 | 11 | 88 | 54  | +34 |
|  | 5    | Swansea City      | 73 | 46 | 20 | 13 | 13 | 65 | 47  | +18 |
|  | 6    | Stockport County  | 72 | 46 | 19 | 15 | 12 | 81 | 57  | +24 |
|  | 7    | Leyton Orient     | 72 | 46 | 21 | 9  | 16 | 69 | 53  | +16 |
|  | 8    | Reading           | 69 | 46 | 18 | 15 | 13 | 66 | 51  | +15 |
|  | 9    | Brighton          | 69 | 46 | 20 | 9  | 17 | 63 | 59  | +4  |
|  | 10   | Bradford City     | 68 | 46 | 18 | 14 | 14 | 69 | 67  | +2  |
|  | 11   | Rotherham Utd     | 65 | 46 | 17 | 14 | 15 | 60 | 60  | 0   |
|  | 12   | Fulham            | 65 | 46 | 16 | 17 | 13 | 57 | 55  | +2  |
|  | 13   | Burnley           | 61 | 46 | 15 | 16 | 15 | 57 | 59  | –2  |
|  | 14   | Plymouth          | 60 | 46 | 16 | 12 | 18 | 59 | 64  | –5  |
|  | 15   | Huddersfield Town | 60 | 46 | 17 | 9  | 20 | 54 | 61  | –7  |
|  | 16   | Hartlepool Utd    | 54 | 46 | 14 | 12 | 20 | 42 | 60  | –18 |
|  | 17   | Bournemouth       | 53 | 46 | 12 | 17 | 17 | 45 | 52  | –7  |
|  | 18   | Blackpool         | 51 | 46 | 12 | 15 | 19 | 63 | 75  | –12 |
|  | 19   | Exeter City       | 50 | 46 | 11 | 17 | 18 | 54 | 69  | –15 |
|  | 20   | Hull City         | 50 | 46 | 13 | 11 | 22 | 46 | 69  | –23 |
|  | 21   | Preston N.E.      | 47 | 46 | 13 | 8  | 25 | 65 | 94  | –29 |
|  | 22   | Mansfield Town    | 44 | 46 | 11 | 11 | 24 | 52 | 80  | –28 |
|  | 23   | Wigan             | 41 | 46 | 10 | 11 | 25 | 43 | 72  | –29 |
|  | 24   | Chester City      | 29 | 46 | 8  | 5  | 33 | 49 | 102 | –53 |

Legenda:
      Promosso in Football League First Division 1993-1994.
  Ammesso ai play-off.
      Retrocesso in Football League Third Division 1993-1994.
Regolamento:
Tre punti a vittoria, uno a pareggio, zero a sconfitta.
In caso di arrivo di due o più squadre a pari punti, la graduatoria verrà stilata secondo i seguenti criteri:
- maggior numero di gol segnati
- differenza reti

Note:

Stockport County qualificato ai play off in virtù del maggior numero di gol segnati rispetto all'ex aequo Leyton Orient.

## Spareggi

### Play-off

#### Tabellone
|  | Semifinali | Semifinali       | Semifinali | Semifinali | Semifinali |  |  | Finale        | Finale        | Finale |  |
|  |            |                  |            |            |            |  |  |               |               |        |  |
|  | 6          | Stockport County | 1          | 0          | 1          |  |  |               |               |        |  |
|  | 3          | Port Vale        | 1          | 1          | 2          |  |  | Port Vale     | Port Vale     | 0      |  |
|  | 5          | Swansea City     | 2          | 0          | 2          |  |  | West Bromwich | West Bromwich | 3      |  |
|  | 4          | West Bromwich    | 1          | 2          | 3          |  |  |               |               |        |  |

#### Semifinali
|                      | Risultati |                      | Luogo e data                             |
| -------------------- | --------- | -------------------- | ---------------------------------------- |
| Stockport County     | 1-1       | Port Vale            | Stockport, 16 maggio 1993                |
| Port Vale            | 1-0       | Stockport County     | Stoke on Trent (Burslem), 19 maggio 1993 |
|                      |           |                      |                                          |
| Swansea City         | 2-1       | West Bromwich Albion | Swansea, 16 maggio 1993                  |
| West Bromwich Albion | 2-0       | Swansea City         | West Bromwich, 19 maggio 1993            |
|                      |           |                      |                                          |

#### Finale
|           | Risultati |                      | Luogo e data                             |
| --------- | --------- | -------------------- | ---------------------------------------- |
| Port Vale | 0-3       | West Bromwich Albion | Londra (Wembley Stadium), 30 maggio 1993 |
|           |           |                      |                                          |